# مارکوس هیکینن
مارکوس هیکینن (فنلاندی: Markus Heikkinen؛ زادهٔ ۱۳ اکتبر ۱۹۷۸) بازیکن فوتبال اهل فنلاند بود.
از باشگاه‌هایی که در آن بازی کرده‌است می‌توان به باشگاه فوتبال هلسینکی، باشگاه فوتبال پورتسموث، باشگاه فوتبال لوتون تاون، باشگاه فوتبال راپید وین، باشگاه فوتبال میپا، باشگاه فوتبال اولو، باشگاه فوتبال آبردین، و باشگاه فوتبال تورون پالوسئورا اشاره کرد.
وی همچنین در تیم‌های ملی فوتبال زیر ۲۱ سال فنلاند و فنلاند بازی کرده‌است.